# This Is Hell
This Is Hell ist eine amerikanische Hardcore-Punk-Band aus Long Island, New York, die im Jahr 2004 gegründet wurde.

## Geschichte
Die Band wurde im Juni 2004 aus dem Zerfall zweier Bands und bestand aus Scraps-and-Heart-Attacks-Sänger Travis Reilly, sowie den The-Backup-Plan-Mitgliedern Joe Osolin (E-Gitarre), Jeff Tiu (E-Bass) und Dan Bourke (Schlagzeug). Als zweiter Gitarrist kam Rick Jimenez zur Besetzung. Der Name der Band leitete sich von einem Lied von Elvis Costello ab. Die Band nahm ein Demo auf, wovon 1000 Kopien verkauft wurden, sodass sie im Jahr 2004 als selbstbetitelte EP über Run for Cover Records wiederveröffentlicht wurde. Von dieser EP wurden 500 Stück abgesetzt. Eine ebenfalls selbstbetitelte EP, die sechs Lieder umfasste, schloss sich im Jahr 2005 an, wobei diese bei State of Mind Records erschien. Im August folgten Auftritte zusammen mit Most Precious Blood, Donnybrook und Modern Life Is War. Im November folgten Auftritte zusammen mit Blacklisted und Cancer Bats. Nachdem im Jahr 2005 The Backup Plan wiederbelebt worden war, verließen Tiu und Osolin die Band. Als neuer Bassist kam Johnny Moore zur Band, während Chris Reynolds die E-Gitarre spielte. Daraufhin wurde im Frühling 2006 das Debütalbum Sundowning über Trustkill Records veröffentlicht. Im Jahr 2008 folgte mit Misfortunes das nächste Album bei Trustkill Records. Danach wechselte die Band zu Rise Records, worüber die Alben Weight of the World (2010) und Black Mass (2011) erschienen.

## Stil
Die Band spielte in ihrer Anfangszeit klassischen New York Hardcore. Bei ihren neueren Werken wie Black Mass werden die Thrash-Metal-Einflüsse stärker, sodass vergleiche mit Bands wie Leeway und Metallica gezogen werden.

## Diskografie
- Demo (Demo, 2004, Eigenveröffentlichung)
- This Is Hell (EP, 2004, Run for Cover Records)
- This Is Hell (EP, 2005, State of Mind Records)
- Sundowning (Album, 2006, Trustkill Records)
- This Is Hell/Cancer Bats (Split mit Cancer Bats, 2007, Future Tense Records)
- Cripplers (EP, 2007, Trustkill Records)
- Misfortunes (Album, 2008, Trustkill Records)
- This Is Hell / Nightmare of You (Split mit Nightmare of You, 2008, Run for Cover Records)
- Warbirds (EP, 2009, Think Fast! Records)
- Rat Race (Single, 2010, Rise Records)
- Weight of the World (Album, 2010, Rise Records)
- Black Mass (Album, 2011, Rise Records)
- The Enforcer (EP, 2013, Holy Roar Records/I Surrender Records)
- Bastards Still Remain (Album, 2016)